# Catedral de Nuestra Señora de Kazán (Moscú)
Para el artículo sobre la iglesia homónima en San Petersburgo, véase Catedral de Kazán.

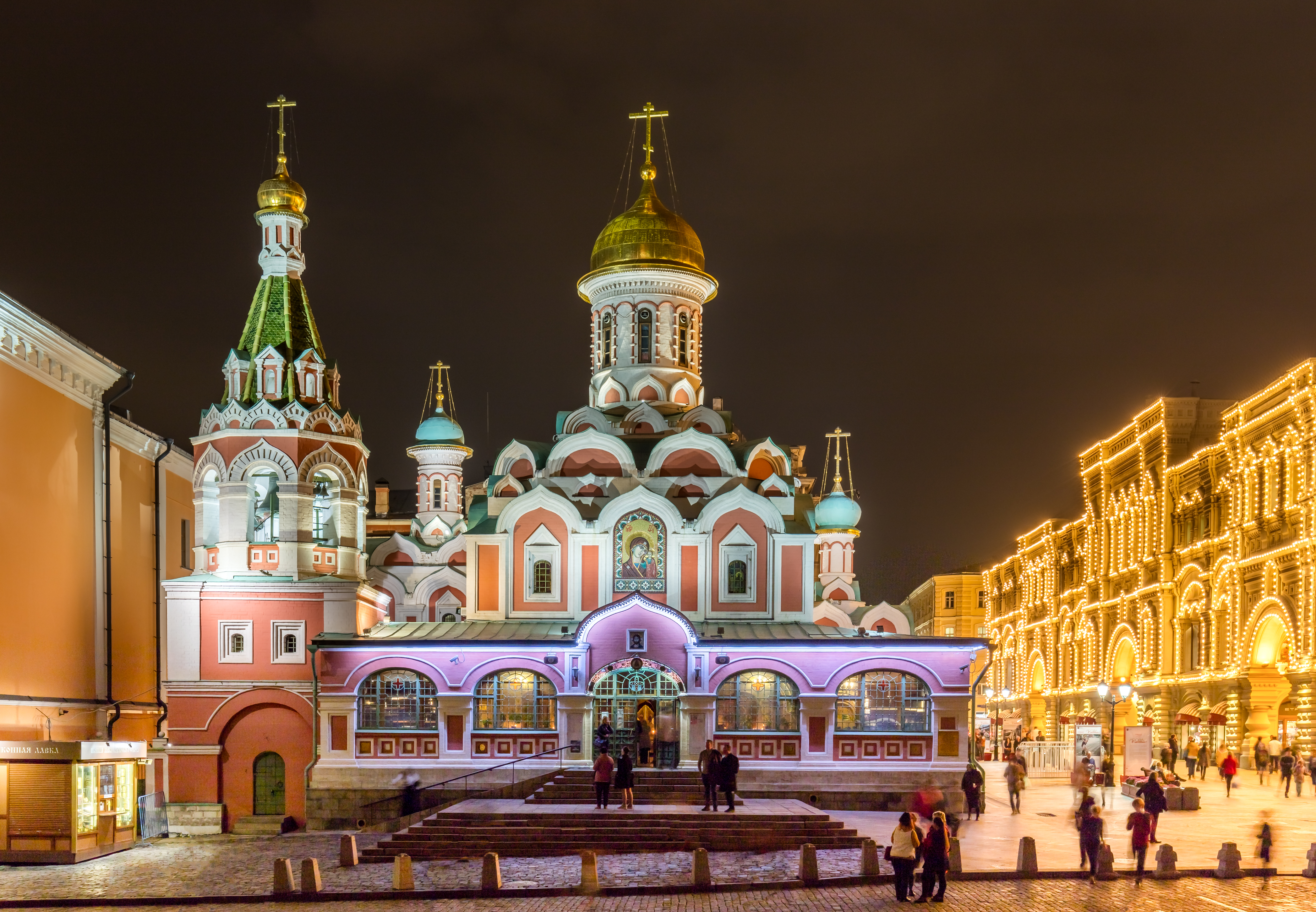
Vista nocturna.

La catedral de Kazán de Moscú (del ruso: Казанский собор), también conocida como la "catedral de Nuestra Señora de Kazán", es una iglesia ortodoxa rusa ubicada en la esquina noreste de la Plaza Roja, en Moscú, Rusia. El edificio actual es una reconstrucción de la iglesia original, que fue destruida por órdenes de Iósif Stalin, Secretario General del Partido Comunista de la Unión Soviética, en 1936.

## La catedral original
En 1612, después de haber recuperado Moscú de los ejércitos de la República de las Dos Naciones, sobre el final del Período Tumultuoso, el príncipe Dmitri Pozharski atribuyó su éxito a la ayuda divina del icono Theotokos de Kazán, a quien le había rezado en varias ocasiones. Con su fortuna privada, financió la construcción de una iglesia de madera dedicada a la Virgen de Kazán en la Plaza Roja de Moscú, que aparece mencionada por primera vez en registros históricos de 1625. Después de que el diminuto templo fue destruido por un incendio en 1632, el zar Miguel I ordenó reemplazarla por una iglesia de ladrillos. El edificio, con una cúpula y varias capas de kokóshniki (un elemento arquitectónico ruso decorativo en forma de semicírculos), una amplia galería y un campanario, se inauguró en octubre de 1636.
La Catedral de Kazán era considerada una de las iglesias más importantes de Moscú. Cada año, en el aniversario de la liberación de Moscú de Polonia y Lituania, se llevaba a cabo un solemne desfile liderado por el patriarca y el zar, llevando una cruz procesional desde el Kremlin. A finales del siglo XVII, se expandió el edificio de la iglesia, con un campanario de mayor tamaño y una nueva entrada. Durante el período imperial se realizaron muchas renovaciones más, en especial en 1801, 1805 y 1865, y gran parte del diseño original se perdió con los agregados subsecuentes.
Después de la Reforma de Nikon de 1654, el arcipreste Avvakum, de la Catedral de Kazán, lideró a un grupo de disidentes religiosos conocidos como los "Viejos creyentes".
El restaurador ruso Piotr Baranovski supervisó una reconstrucción completa del exterior de la iglesia para que volviera a parecerse a su diseño original entre 1929 y 1932. Algunos especialistas, sin embargo, han criticado la exactitud de esta reconstrucción.
En 1936, cuando la Plaza Roja estaba siendo preparada para los desfiles militares de la Unión Soviética, Iósif Stalin ordenó que se retiraran las iglesias de toda la plaza. Aunque Baranovski intentó conservarla, no logró evitar que fuera demolida (aunque sí consiguió salvar la otra catedral de la Plaza Roja, la Catedral de San Basilio). En su lugar, al principio se erigió un edificio temporal de oficinas de la Internacional Comunista y más tarde una cafetería.

## Reconstrucción
Después de la disolución de la Unión Soviética, la Catedral de Kazán fue la primera iglesia que fue reconstruida por completo después de haber sido destruida por los comunistas. La restauración del edificio (1990–1993) fue patrocinada por la sede moscovita de la Sociedad Rusa para la Preservación Histórica y la Organización Cultural, y se basó en mediciones y fotografías detalladas de la iglesia original. Sin embargo, el icono de la Virgen de Kazán en la catedral restaurada es una copia. El original se encuentra en la Catedral de la Epifanía en Yelójovo de Moscú donde fue bautizado el escritor ruso Aleksandr Pushkin.